# Наводнение Всех Святых (1570)
Наводнение Всех Святых (нидерл. Allerheiligenvloed) — стихийное бедствие, которое произошло 1 ноября 1570 года на побережье Нидерландов. Оно затронуло города Эгмонд, Берген-оп-Зом и Сафтинге.
Впервые за всю историю наводнений в Нидерландах была сделана попытка предупредить жителей — утром 1 ноября 1570 года бергенский городской совет распространил предупреждение об «исключительно сильном наводнении». Однако это не помогло избежать многочисленных жертв.
Длительный шторм поднял воду на значительную высоту (выше, чем при бедственном наводнении 1953 года). Волной были сломаны многочисленные плотины на всем побережье страны. Результатом этого стали огромные наводнения и большие разрушения. Общее число погибших, включая тех, кто находился в других странах, было более 20 тысяч человек, но точных данных нет. Десятки тысяч людей стали бездомными, в огромных количествах был потерян домашний скот. Были уничтожены зимние запасы пищи и фуража. В Зеландии были надолго потеряны маленькие острова Вюлпен (Wulpen), Кузанд (Koezand), Кадзанд (Cadzand) и Стёйвезанд (Stuivezand).